# Конституція Данії

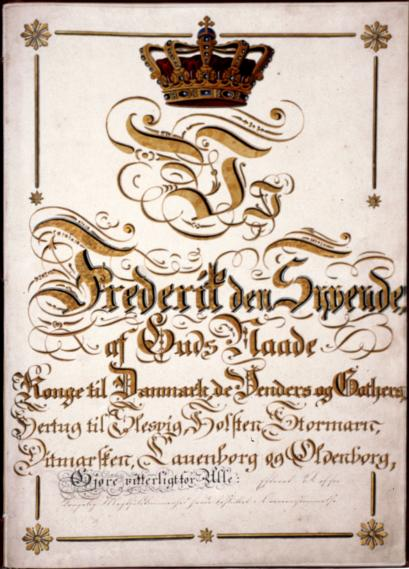
Конституція 1848 року

Конституція Королівства Данія (дан. Danmarks Riges Grundlov), також відомий як Конституційний акт Королівства Данії або просто Конституція (дан. Grundloven, фар. Grundlógin, гренл. Tunngaviusumik inatsit) — основний закон суверенної держави Королівство Данія.
Перша данська конституція була прийнята в 1848 році, діюча конституція схвалена на референдумі в 1953 році. Конституція 1953 складається з 11 розділів і 89 параграфів.

## Історичний нарис
У першій половині XIX століття в Данії була абсолютна монархія, яка спиралася на розгалужений багаторівневий бюрократичний апарат. При цьому до початку століття в королівстві були проведені ліберальні реформи, в тому числі ліквідоване кріпосне право на селян і введено загальну початкову освіту.
Після Липневої революції у Франції (1830) в німецьких володіннях Данії — Шлезвігу і Гольштейні — посилилися сепаратистські настрої, які король Фредерік VI вирішив згладити, заснувавши станові представництва, два в німецьких герцогствах і два на решті території королівства. Реформи продовжилися в правління його сина Кристіана VIII, який планував реформу конституції, але раптова хвороба і смерть завадила завершити реформи.
20 березня 1848 року під впливом нової революції у Франції в Копенгагені пройшли демонстрації прихильників ліберальних перетворень. Король Фредерік VII включив кількох представників лібералів в уряд і доручив йому розробити проєкт конституції. Проєкт був готовий восени, він передбачав створення двопалатного парламенту (рігсдаг). При цьому уряд був відповідальний перед королем, який очолював виконавчу владу і одночасно мав право накладати вето на прийняті рігсдагом закони. Затвердження конституції було покладено на установчі збори, вибори до якого відбулися 5 жовтня. 25 травня 1849 року установчі збори затвердили текст конституції, 5 червня її підписав король.
В середині 1850-х років Фредерік VII видав ряд указів, що змінили структуру органів державної влади. Ця система указів в 1856 році була об'єднана в нову конституцію. Фредерік VII створив королівську раду, фактично — додаткову палату, яка могла переглядати рішення рігсдагу. Консервативна конституція 1856 не мала популярності. Важка поразка в війні з Пруссією 1864 змусила короля Кристіана IX в 1866 році ввести нову конституцію, близьку до версії 1849 року.
Наступного разу конституція була прийнята в 1915 році. В ній були закріплені унії з Ісландією і демократизація виборів в фолькетинг (зокрема, скасування майнового цензу для виборців).
Після Другої світової війни для роботи над новим проєктом конституції була створена конституційна комісія. Її робота тривала сім років, при цьому основні суперечки йшли навколо двох питань: кількості палат в парламенті і віку, з якого отримується виборче право. У березні 1953 року проєкт був схвалений рігсдагом, в травні винесений на референдум. Для схвалення проєкт повинен був набрати 45 % від загального числа виборців, в результаті «за» висловилися 45,7 %. Король Фредерік IX підписав конституцію 5 червня, в той же день, коли була підписана і конституція 1849 року. У березні 1953 року був прийнятий і конституційний закон про престолонаслідування.

## Конституція 1953

### Загальна характеристика
Текст конституції 1953 року багато в чому ґрунтується на попередній конституції: 28 параграфів збігаються дослівно, багато інших зазнали лише редагування.
Конституція поширюється на всю територію Королівства Данії, включаючи Гренландію та Фарерські острови. Одночасно з цим в конституції зафіксована можливість передачі державними органами якихось повноважень наддержавним інститутам. В даний час ряд питань регулюється правом Європейського союзу.

### Система державних органів
Система державних органів описана в розділах з другого по шостий. У Данії реалізовано поділ влади на законодавчу, виконавчу і судову. Законодавчу владу здійснює фолькетинг, виконавчу владу очолює король, а здійснює уряд, судову — Верховний суд Данії.
Параграф 15 закріплює принцип парламентаризму: він обумовлює, що фолькетинг може висловити вотум недовіри одному з міністрів або всьому уряду. Таким чином прем'єр-міністр, хоча і призначається королем, є відповідальним перед фолькетингом.